# Vince Melouney
Vince Melouney, né le 18 août 1945 à Sydney (Australie), a été l'un des fondateurs du groupe Billy Thorpe & the Aztecs, où il a joué de la guitare de 1963 à 1965. Le groupe a ensuite été dissous et Melouney a formé un duo du nom de Vince & Tony's Two avec Tony Barber, un ancien des Billy Thorpe & the Aztecs.
En 1967, à la suite de son déménagement au Royaume-Uni, les Bee Gees lui proposèrent de se joindre à leur groupe. Il accepta et tint ainsi le rôle de guitariste sur les trois premiers albums internationaux du groupe : Bee Gees' 1st, Horizontal et Idea. Il quitta les Bee Gees en décembre 1968 à la fin d'une tournée du groupe en Allemagne. La raison de ce départ provient du fait qu'il souhaitait donner une influence plus rock 'n' roll aux chansons du groupe, tandis que les frères Gibb souhaitaient continuer à composer des ballades de musique pop.
Consécutivement à son départ, il rejoint le groupe Ashton Gardner and Dyke en tant que manager et guitariste. Il y enregistre chez Apple Records un album resté inédit.
En 1970, il forma le supergroupe éphémère Fanny Adams avec le chanteur Doug Parkinson, le bassiste Teddy Toi et le batteur Johnny Dick. Il enregistrèrent ensemble un seul album éponyme en 1971 : Fanny Adams.
Il a par la suite continué à jouer de la guitare dans diverses formations. À la fin des années 1990, il a rejoint les Bee Gees pour le concert australien de la tournée One Night Only (contrairement à Colin Petersen).